# Журавков, Юрий Михайлович
Юрий Михайлович Журавков (9 сентября 1938, Артём — 30 мая 2025) — российский архитектор, член-корреспондент РААСН.

## Биография
Родился в Артёме Приморского края. Детство провёл в Красноярском крае в Чулыме и Боготоле.
В 1964 году окончил Новосибирский государственный архитектурно-строительный институт имени В. В. Куйбышева.
С 1964 по 1966 год работал в Сибирском научно-исследовательском институте экспериментального проектирования в Новосибирске. В 1966 году переехал в Новокузнецк. С 1966 по 2001 год работал в Кузбассгражданпроекте (с 1983 главный архитектор). Принимал участие в разработке Генплана города Кузбассгражданпроектом. В 1997 году стажировался в Калифорнийском университете. В 1997—2001 годах преподавал в СибГИУ на кафедре архитектуры. В 2011—2012 годах преподавал на кафедре муниципального управления НФИ КемГУ. В 2017 году преподаёт на кафедре архитектуры СибГИУ — профессор-консультант. Член наблюдательного совета Новокузнецого краеведческого музея.
Скончался 30 мая 2025 года в возрасте 86 лет.

## Известные работы
- монумент «Танк» у заводоуправления КМК;
- мемориал, посвященный Новокузнецкому комсомолу на ул. Кирова;
- бюст Ю. Гагарина в парке Гагарина;
- площадь с памятником В. И. Ленину;
- мемориальные доски бойцам Пирятинской дивизии на здании бывшего госпиталя;
- памятник бойцам ОМОН, погибшим в Чечне, на кладбище в Редаково
- ряд частных памятников и надгробий (памятник Н. С. Ермакову на Редаковском кладбище).
- Бульвар героев в Новокузнецке,
- Площадь Побед,
- застройка центра Новокузнецка а также зданий главного корпуса НФИ КемГУ (ранее Дома политпросвещения) ,
- здание ЦЗН Новокузнецка,
- храм Святой Троицы в Осинниках,
- реконструкция Кузнецкой крепости.
- восстановление Спасо-Преображенского собора Новокузнецка
- разработка перекрытия Дворца спорта Кузнецких металлургов
- Административно-деловой центр Западно-Сибирского комбината

## Сочинения
- Роль Кузнецкого металлургического комбината в формировании градостроительной структуры города Архивная копия от 4 октября 2017 на Wayback Machine
- Как строился новый Кузнецк Архивная копия от 4 октября 2017 на Wayback Machine
- «В жизни только раз бывает 18 лет, а 90 и того реже» Архивная копия от 8 января 2022 на Wayback Machine

## Награды
Решением Городского Собрания от 21.05.1998 г. № 27 Ю. М. Журавкову присвоено Звание «Почетный гражданин города Новокузнецка».
медали:
- За Заслуги перед Кузбассом третьей степени
- Святого Сергия Радонежского